# Пюзи-э-Эпну
Пюзи́-э-Эпну́ (фр. Pusy-et-Épenoux) — коммуна во Франции, находится в регионе Франш-Конте. Департамент — Верхняя Сона. Входит в состав кантона Везуль-Уэст. Округ коммуны — Везуль.
Код INSEE коммуны — 70429.

## География
Коммуна расположена приблизительно в 320 км к юго-востоку от Парижа, в 50 км севернее Безансона, в 6 км к северу от Везуля.

## Население
Население коммуны на 2010 год составляло 545 человек.
| 1962 | 1968 | 1975 | 1982 | 1990 | 1999 | 2010 |
| ---- | ---- | ---- | ---- | ---- | ---- | ---- |
| 223  | 245  | 300  | 395  | 522  | 479  | 545  |

## Экономика
В 2010 году среди 353 человек трудоспособного возраста (15—64 лет) 263 были экономически активными, 90 — неактивными (показатель активности — 74,5 %, в 1999 году было 73,1 %). Из 263 активных жителей работали 252 человека (130 мужчин и 122 женщины), безработных было 11 (7 мужчин и 4 женщины). Среди 90 неактивных 22 человека были учениками или студентами, 54 — пенсионерами, 14 были неактивными по другим причинам.

## Достопримечательности
- Замок Пюзи[фр.] (1775—1789 годы). Исторический памятник с 1991 года[3]

## Фотогалерея

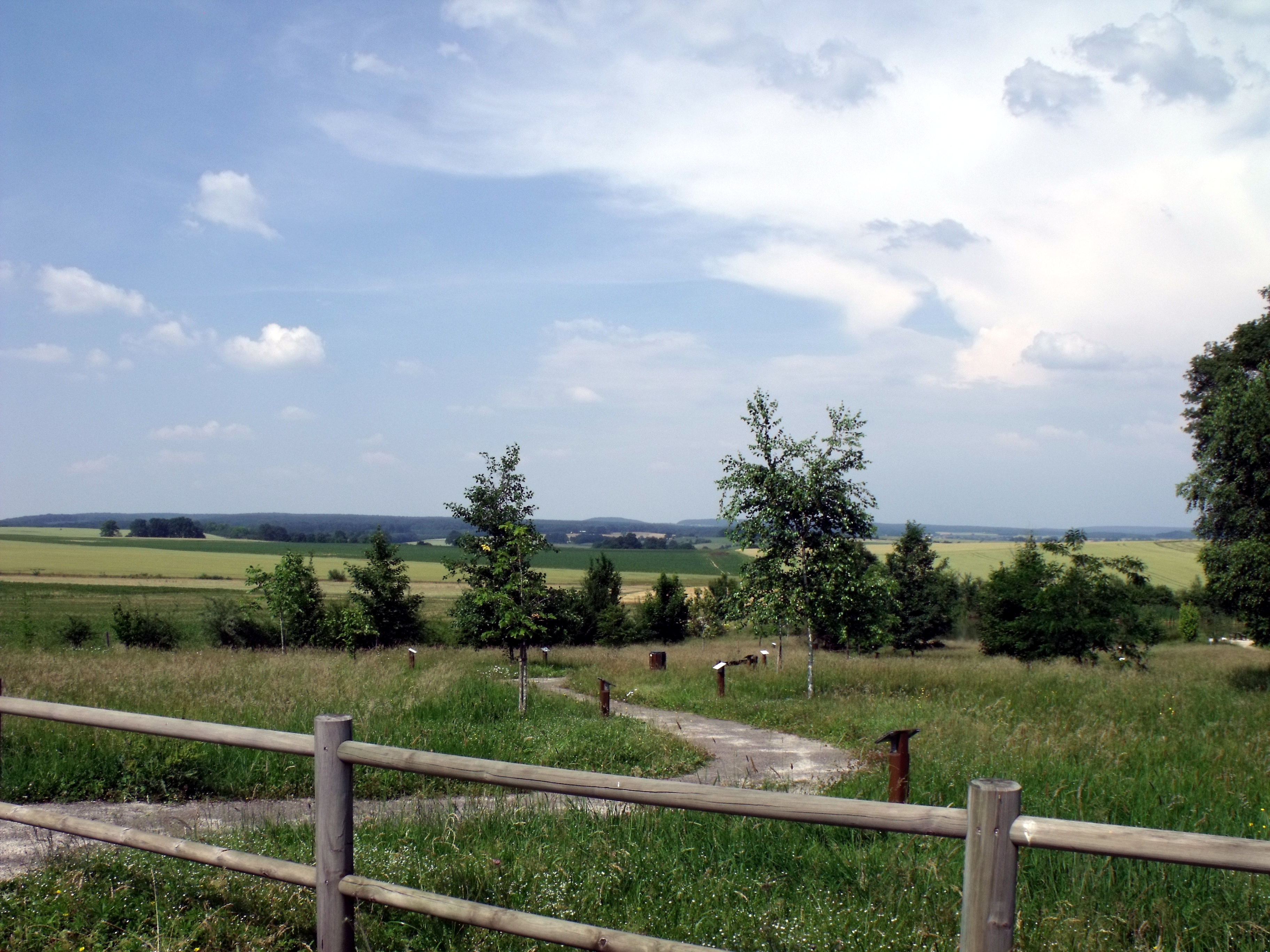
Дендрарий
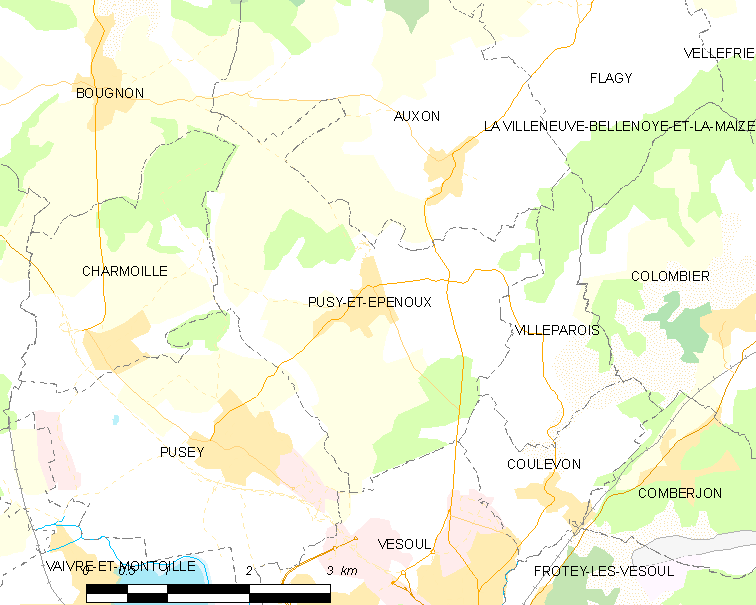
Карта коммуны